# Pseudofabriciola peduncula
Pseudofabriciola peduncula är en ringmaskart som beskrevs av Fitzhugh 1996. Pseudofabriciola peduncula ingår i släktet Pseudofabriciola och familjen Sabellidae. Inga underarter finns listade i Catalogue of Life.